# Xiaochengzi (ort i Kina, Hebei Sheng, lat 40,99, long 117,37)
Xiaochengzi (kinesiska: 小城子) är en ort i Kina. Den ligger i provinsen Hebei, i den norra delen av landet, omkring 150 kilometer nordost om huvudstaden Peking. Antalet invånare är 631. Befolkningen består av 295 kvinnor och 336 män. Barn under 15 år utgör 11,0 %, vuxna 15-64 år 77 %, och äldre över 65 år 11,0 %.
Runt Xiaochengzi är det ganska tätbefolkat, med 96 invånare per kvadratkilometer. Det finns inga andra samhällen i närheten. Trakten runt Xiaochengzi består i huvudsak av gräsmarker.
Genomsnittlig årsnederbörd är 796 millimeter. Den regnigaste månaden är juli, med i genomsnitt 212 mm nederbörd, och den torraste är januari, med 2 mm nederbörd.